# Licigena
Licigena là một chi bướm đêm thuộc phân họ Olethreutinae, họ Tortricidae Tortricidae.

## Các loài
- Licigena sertula Diakonoff, 1982